# Italian Series of Poker 2013
Le Italian Series of Poker 2013 si sono tenute dal 10 al 20 maggio 2013 a Saint-Vincent, in Valle d'Aosta, presso il Casino de la Vallée. Si è trattata della 4ª edizione dei Campionati Italiani, che ha visto la partecipazione di oltre 2100 partecipanti suddivisi in 22 tornei.
L'evento principale che assegna il titolo di Campione Italiano delle Italian Series of Poker è andato a Daniele Sottile.

## Edizione 4 - Main Event 2013

### Campionati Italiani 2013[3]
- Luogo: Casino De La Vallée, Saint-Vincent
- Buy-in: € 990
- Data: 17-20 maggio, 2013
- Partecipanti: 171
- Montepremi: € 141.120
- Giocatori a premio: 20

| Tavolo finale | Tavolo finale       | Tavolo finale |
| Posizione     | Nome                | Premio        |
| ------------- | ------------------- | ------------- |
| 1             | Daniele Sottile     | € 41,000      |
| 2             | Filippo Etna        | € 24,500      |
| 3             | Claudio Pollin      | € 14,500      |
| 4             | Alessandro Peretti  | € 10,500      |
| 5             | Gianluca Rullo      | € 8,000       |
| 6             | Alessandro Adinolfo | € 6,300       |
| 7             | Roberto Begni       | € 5,220       |
| 8             | Raffaele Francese   | € 4,100       |